# Яшовський Іван Вікторович
Іван Вікторович Яшовський (7 вересня 1919 в Носівці — 4 березня 2005) — український вчений у галузі селекції та насінництва. Доктор сільськогосподарських наук, професор Інституту землеробства Української Академії аграрних наук. 
Автор багатьох сортів проса, гречки. Автор розробок приладів та малогабаритних машин. Має понад 150 наукових праць. Майстер спорту України.

## До життєпису
Народився 1919 року 7 вересня в м. Носівці Чернігівської області в родині робітника Носівської сільськогосподарської дослідної станції. 
Семирічну школу закінчив в с. Червоні Партизани, нині Володькова Дівиця Носівського району у 1934 році, а середню освіту одержав в Носівській десятирічній школі №1 у 1937 році (перший її випуск).
У 1937-1938 роках працював на Носівській с. г. дослідній станції кваліфікованим робітником та техніком, художником-фотографом.